# منطقة النبي زير
النبي زير هو موقع أثري لبناني من العصر الحجري الحديث لثقافة القرعون يقع حوالي 1.5 كيلومتر (0.93 ميل) شمال غرب عنجر، لبنان. تم اكتشاف الموقع من قبل أوغست بيرجي الذي وجد وفرة من أحجار الصوان منتشرة عبر مساحة واسعة حول الطريق بين بيروت ودمشق. وعثر بيرجي على جمجمة وصفها بـ «عصور ما قبل التاريخ» على ضفة النهر بالقرب من جسر نهر زغيل. درس بول الجمجمة في عام 1939 وقدم بعض الأدلة على موقع قديم في المنطقة. كما لوحظت المقابر الإسلامية في المنطقة.